# Xánthi
Xánthi o Xanthe (en griego: Ξάνθη, romanizado: Xánthi, AFI: [ˈksan.θi]; en turco: İskeçe; en búlgaro: Ксанти, Ksanti o Скеча, Skecha) es una ciudad situada en el norte de Grecia, en Macedonia oriental y Tracia. Es la capital de la unidad periférica de Xánthi. 
Las primeras referencias de Xanthi datan del -879. La ciudad siempre tuvo una baja densidad de población, principalmente debido a la turbulenta historia de la región. Los otomanos llevaron numerosos colonos para vivir en la región.
En el siglo XVIII, Xanthi se había convertido en un reconocido centro de cultivo de tabaco que garantizaba su prosperidad y le permitió resistir al terremoto de la primavera de 1829. La llegada del ferrocarril en el año 1890 aceleró su desarrollo.
La ciudad fue tomada por los búlgaros durante la primera guerra de los Balcanes en 1912 y conquistada ocho meses después por Grecia durante la segunda guerra de los Balcanes. Sin embargo, la ciudad y su región firmaron acuerdos de paz con Bulgaria en el Tratado de Bucarest. La derrota de Bulgaria en la Primera Guerra Mundial hizo que la región y la ciudad pasaran a depender de Grecia.
Xanthi es ahora la sede de una parte de la Universidad Demócrito de Tracia.

## Personalidades  originarias de la ciudad
- Demócrito
- Protágoras
- Mános Hadjidákis
- Şerif Gören: ganador de la Palma de Oro en el  Festival de Cannes
- Vasílis Torosídis
- Christodule Ier d'Athènes

## Municipios
Xanthi tiene tres distritos municipales, el municipio de Kimmerio tiene la mitad de sus asentamientos abandonados desde la década de 1990.
- Evmoiro
  - Kallithea
  - Lampiri
  - Lefki
  - Nea Morsini
  - Palaia Morsini
  - Petrochori
- Kimmeria
  - Alikochori [Ἀλικοχώριον] (abandonado)
  - Anthiro [Ἀνθηρόν] (abandonado)
  - Askyra o Askira [Ἄσκυρα] (abandonado)
  - Gialisteri (Γιαλιστερόν) [2001 pop: 7]
  - Círculo Eranos [Έρανος] (abandonado)
  - Ketiki [Κετίκιον] (abandonado)
  - Livadi (Λιβάδιον) [2001 pop: 5]
  - Panepistimioupoli
  - Pelekito (Πελεκητόν) [2001 pop: 4]
  - Porta [Πόρτα] (abandonado)
  - Prioni [Πριόνιον] (abandonado)
  - Hydrochori [Ὑδροχώριον] (abandonado)

## Galería

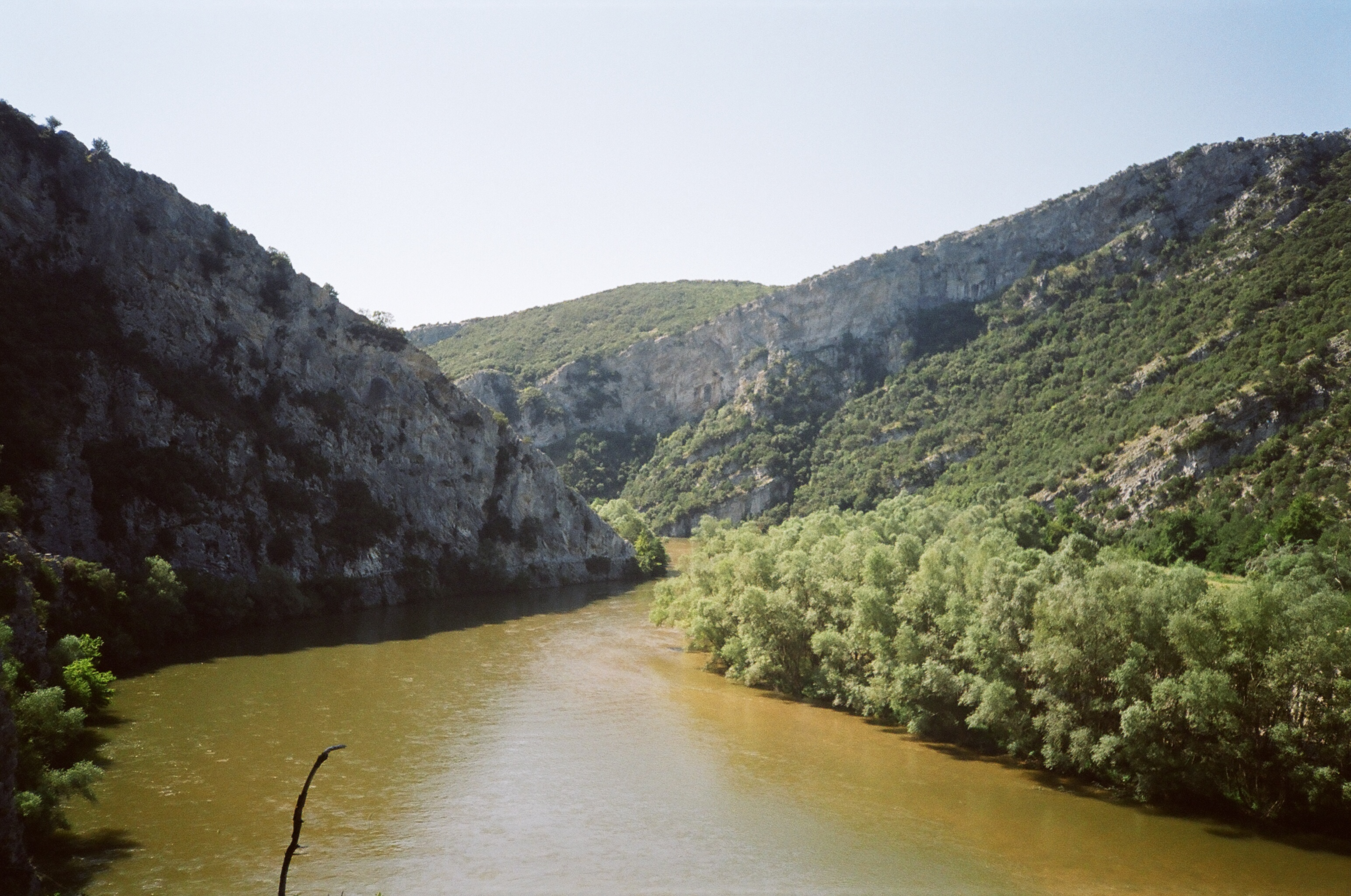
Vista del río Nestos en la prefectura de Xanthi
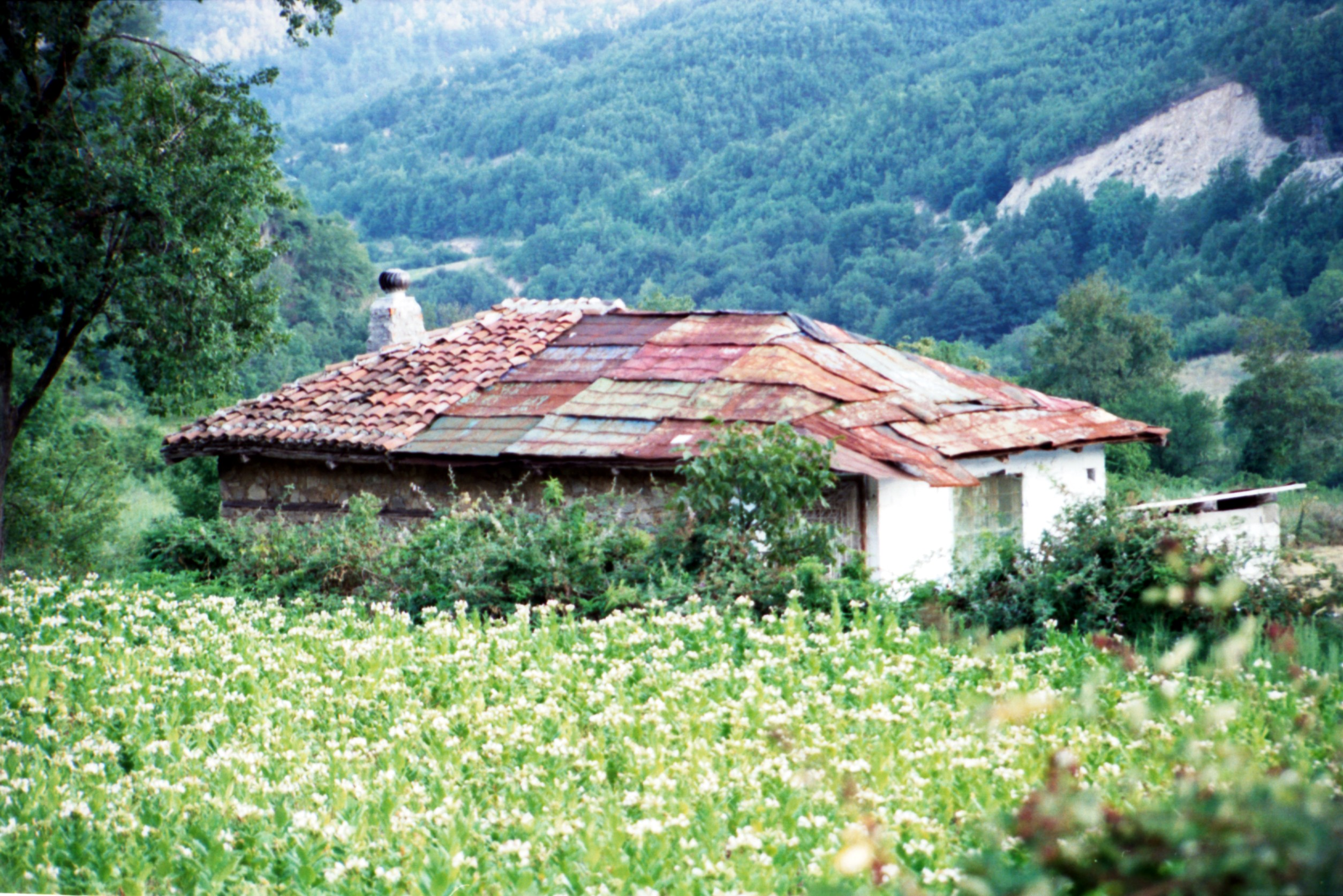
Vista de los alrededores de la ciudad